# Катрин Макгий
Катрин Макгий (на английски: Katharine McGee) е американска писателка, авторка на произведения в жанровете фентъзи и любовен роман.

## Биография и творчество
Родена е през 1988 г. в Матун, Илинойс, САЩ. Има брат и сестра. Завършва английска и френска филология в Принстънския университет и получава магистърска степен по бизнес администрация в Станфордския университет.
Работи като редактор на сериали като „Малки сладки лъжкини“ и „De 100“. Започва да пише разкази и поезия, но после се насочва към писане на романи, като черпи вдъхновение от живота си сред небостъргачите на Ню Йорк.
Първият ѝ роман „Хилядният етаж“ от едноименната поредица е издаден през 2016 г. В хилядаетажна кула във футуристичния Манхатън през 2118 г. петима тийнейджъри се борят за място на върха – Лида Коул, Ерис Дод-Радсън, Райлин Майърс, Уот Бакради и Ейвъри Фулър. В този високотехнологичен лукс и футуристичен блясък, в близост с невъзможното, колкото по-нагоре се качваш, толкова по-далеч можеш да паднеш. Романът става бестселър в списъка на „Ню Йорк Таймс“ и я прави известна.
На 1 октомври 2016 г. се омъжва за Александър Уилям Фийлд. Катрин Макгий живее със семейството си в Хюстън, Тексас.

## Произведения

### Серия „Хилядният етаж“ (Thousandth Floor)
1. The Thousandth Floor (2016)
Хилядният етаж, изд.: ИК „Бард“, София (2017), прев. Цветана Генчева
2. The Dazzling Heights (2017)
Сияйни висини, изд.: ИК „Бард“, София (2017), прев. Цветана Генчева
3. The Towering Sky (2018)

### Серия „Американски принцеси“ (American Royals)
1. American Royals (2019)
Американски принцеси, изд.: „Егмонт България“, София (2019), прев. Цветелина Тенекеджиева
2. Majesty (2020)

### Сборници
- Meet Cute (2018) – с Дженифър Л. Армстроут, Сона Чарайпотра, Дониели Клейтън, Кейти Кодунко, Джоселин Дейвис, Нина Лакур, Емири Лорд, Сара Шепард, Кас Морган, Джули Мърфи, Мередит Русо и Никола Юн